# Генрих I (епископ Констанца)
Генрих I фон Танне (нем. Heinrich I. von Tanne, ок. 1190—1248) — епископ Констанца в период между 1233 и 1248 годами.
Происходивший из влиятельного швабского дворянского рода Вальдбургов, Генрих I начал свою духовную карьеру в 1204 году в качестве члена констанцского домского капитула, занимая с февраля 1217 года пост домского пробста, и в 1228—1230 годах — также пост домского пробста в Аугсбурге. Кроме того, в ряде документов 1217—1220 годов он назван протонотарием короля Фридриха II. Известно также, что осенью 1220 года он сопровождал Фридриха в его коронационной поездке в Италию, и затем (в октябре того же года и в 1222—1223 годах) представлял интересы папской курии при императорском дворе в южной Италии. После смерти канцлера Конрада фон Шарфенберга 24 марта 1224 года он вплоть до августа 1230 года возглавлял канцелярию Генриха VII.
В качестве епископа Констанца (с 1233 года) он способствовал основанию монастырей и покровительствовал нищенствующим орденам, а также смог получить торговую привилегию для гражданского поселения, располагавшегося у стен епископского замка Меерсбург (на территории современного Нижнего города Меерсбурга).
Оставаясь занятым в имперской политике, Генрих фон Танне сыграл важную роль в противостоянии Генриха VII с его отцом Фридрихом II, открыто выступив против поддерживавшего Генриха Готфрида фон Нейфена и союзных ему рыцарей; и 21 июня 1235 года решительно разбил их силы в сражении в долине Эрмса, что побудило Генриха VII уже 2 июля отдаться на милость Фридриху II.
Констанцский епископ оставался верным Фридриху II даже после низложения последнего на Первом Лионском соборе — как минимум до августа 1246 года. Вскоре после этого он перешёл на сторону папской партии, и в свои последние годы жизни поддерживал политику Иннокентия IV, несмотря на недовольство значительной части епархии и городского совета Констанца.